# Argyle (Washington)
Argyle az Amerikai Egyesült Államok északnyugati részén, Washington állam San Juan megyéjében, a San Juan-szigeten elhelyezkedő önkormányzat nélküli település.
Argyle postahivatala 1886 és 1912 között működött. A település nevének eredete bizonytalan.

## Fordítás
- Ez a szócikk részben vagy egészben  az   Argyle, Washington című angol Wikipédia-szócikk ezen változatának fordításán alapul.  Az eredeti cikk szerkesztőit annak laptörténete sorolja fel. Ez a jelzés csupán a megfogalmazás eredetét és a szerzői jogokat jelzi, nem szolgál a cikkben szereplő információk forrásmegjelöléseként.